# 自閉症性別差異
男性比女性更易患有自閉症。但爭議在於，自閉症譜系障礙是真的與性別相關，亦或是因為女性診斷不足。如今，美國每42位男性或189位女性就有一位患得自閉症譜系障礙內疾病
目前有好幾種理論解釋了性別差異的原因，如遺傳保護效應（Genetic Protective Effect），極端男性腦理論（Extreme Male Brain Theory）和性別間的表型差異，且這些理論有可能是相互重疊的。一些研究者認為，診斷中性別偏差也有可能導致了女性被漏診為自閉症譜系障礙內疾病。研究者還推測，由於社會中對於不同性別角色有不同期望和社會化，研究報告可能也存在性別偏見。